# Pachnobia viridescens
Pachnobia viridescens là một loài bướm đêm trong họ Noctuidae.